# Scopula perlimbata
Scopula perlimbata là một loài bướm đêm trong họ Geometridae.